# 林昌寺 (飛騨市)
林昌寺（りんしょうじ）は岐阜県飛騨市古川町にある曹洞宗の寺院。

## 概要
山号は五峰山。飛騨国司姉小路氏の菩提寺として建立された。
建立時の正確な年代は知られていないが、姉小路氏の菩提寺として古川町沼町に建立されたと伝わる。創建時の寺名は知られていない。寺地は国府町宇津江、古川町上気多へ移り、檀越の姉小路氏の没落と共に寺勢も衰えるに至った。
戦国時代、飛騨国の領主（嗣子）であった金森可重が天翁秀梅を開山に招き、可重の実父長屋景重の隠居所として、天正17年（1589年）に再興した。その没後、法名に因み寺号を林昌寺と改められたとみられる。その後、元和年間の一国一城令にて金森氏が居城のひとつとしていた増島城が廃城となった際、その門が林昌寺に移築されている。
岐阜県指定の文化財として絹本著色天翁秀梅画像や絹本著色十二尊像、絹本著色金森可重画像を所蔵する他、金森氏所縁の品を数多く有する。